# 김동철 (1965년생 정치인)
김동철(金東哲, 1965년 8월 16일 ~ )은 대한민국 경기도의회 의원이다.

## 학력
- 동두천고등학교 졸업

## 경력
- 경기북부시민신문 취재부장 겸 지사장
- 정성호 국회의원 정책특보
- 불현동 체육회 이사
- 2014.07 ~ 2018.04: 제7대 동두천시의회 의원
- 2018년 7월 1일 ~ 2022년 6월 30일: 제10대 경기도의회 의원

## 역대 선거 결과
|  | 5.67% |

|  | 36.21% |

|  | 27.10% |

|  | 51.55% |

|  | 44.74% |